# 氯酸镓
氯酸镓是一种无机化合物，化学式为Ga(ClO3)3，存在一水合物。

## 制备
氯酸镓可以由硫酸镓和氯酸钡反应得到。
Ga2(SO4)3 + 3 Ba(ClO3)2 → 2 Ga(ClO3)3 + 3 BaSO4↓